# Vårdval
Vårdval är en lagreglerad rättighet i Sverige som tillåter patienter att välja mellan olika konkurrerande vårdenheter. Det genomfördes för att konkurrensutsätta offentlig hälso- och sjukvård genom att tillåta andra, ej offentligt ägda, vårdgivare att bedriva sjukvård. Vårdval har framför allt införts inom den öppna sjukvården i primärvården, till exempel för vårdcentraler och barnavårdscentraler (BVC). 
Införande av vårdval stödjer sig på stiftandet av Lagen om valfrihetssystem (LOV), som trädde i kraft 2009 och förändringar i Hälso- och sjukvårdslagen (HSL) som trädde i kraft 2010. Redan innan det 2010 blev obligatoriskt för landstingen att upprätta vårdvalssystem så hade ett flertal regioner/landsting infört vårdval, där Region Halland den 1 januari 2007 var först.